# گذرنامه کره شمالی

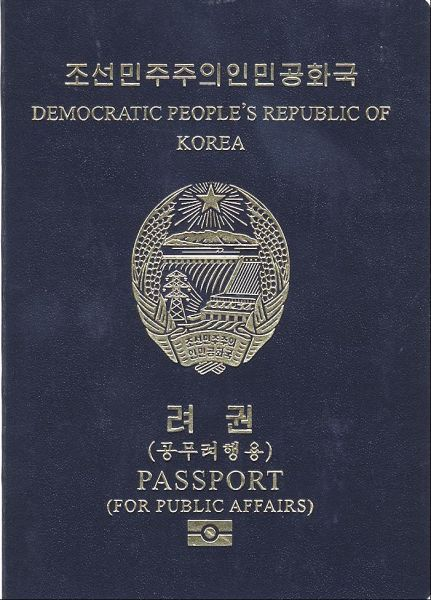
نمایی از یک‌نسخه گذرنامهٔ کره شمالی در سال ۲۰۱۶

گذرنامهٔ کره شمالی یک مدرک سفر بین‌المللی است که توسط کشور کره شمالی صادر می‌شود و بنا بر داده‌های سال ۲۰۲۳، دارندگان آن می‌توانستند به ۴۰ کشور دیگر بدون دریافت ویزا سفر کنند یا ویزا را در بدو ورود دریافت نمایند. این گذرنامه بر اساس رتبه‌بندی شاخص گذرنامهٔ هنلی در سال ۲۰۲۳ در رتبهٔ ۱۰۲ قرار داشت.